# Astrid Lous
Astrid Lous (Kristiansund, 12 april 1872 – 25 december 1945) was een Noors zangeres en toneelspeelster. Bij gebrek aan een echte operacultuur gingen beide beroepen vaak samen in het midden en eind van de 19e eeuw in Noorwegen.
Ze werd geboren binnen het gezin van Otto Lous en Johanna Marie Brunchhorst. Haar oudere zus was Lulli Lous.
Haar loopbaan begon in 1893 toen ze als actrice optrad in Kristiansund en Bergen (debuut juni 1893). Ze had onderricht gekregen van Hedvig Raa Winterhjelm in Stockholm. Ze maakte destijds ook deel uit van het toneelgezelschap van het Christiania Theater in Oslo. In die hoedanigheid als toneelspeelster speelde ze in een aantal werken van Henrik Ibsen in zowel Bergen als Oslo. Na 1903 wendde ze zich tot de zangkunst en nam lessen in Berlijn en Parijs. In 1904 begon haar loopbaan als zangeres in de stadsschouwburg van Elberfeld. Daarna maakte ze deel uit van operagezelschappen in Leipzig, Aken, Kiel, Hamburg, Düsseldorf en Hannover. Haar carrière kreeg een enorme knak door het uitbreken van de Eerste Wereldoorlog. Gedurende haar leven was ze te zien en te horen in diverse opera’s van Richard Wagner, Aida en Tosca.
Een enkel concert:
- 2 februari 1901: Logens store sal te Oslo; liederen tijdens een concert met Martin Knutzen, Lulli Lous en het orkest van het Nationaltheatret onder leiding van Johan Halvorsen
- januari 1914; ze speelde de rol van Marta in Tiefland in het Nationaltheatret, onder nmeer met Kirsten Flagstad (Nuri) en Carl Hagman (Pedro)
- augustus 1915: ze speelde een gravin in Gerhard Schjelderups Vårnat
- oktober 1918, zangavond voor het studentenfonds

De stem van Astrid Lous is bewaard gebleven via een opname uit 1908 van Wie aus der Ferne längst vergang’ner Zeiten uit De Vliegende Hollander op het Odeon-platenlabel (3939). Het Noorse cultuurfonds heeft in 1972 nog 16400 Noorse kroon vrijgemaakt voor opknappen van opnamen van Lous en haar collegae Ellen Gulbranson, Cally Monrad en Borghild Langaard.
- KulturNav: 4ee343ea-a39d-4918-990c-17edcb39e09e
- Virtual International Authority File: 311190566